# Юлиус Каспаравичус
Юлиус Каспаравичус (на литовски: Julius Kasparavičius) е литовски футболист, който играе на поста централен нападател.

## Кариера
На 12 февруари 2022 г. Каспаравичус е обявен за ново попълнение на Черно море. Дебютира на 20 февруари при загубата с 1:2 като домакин на Лудогорец, като в същия мач отбелязва и дебютния си гол.

## Национална кариера
Юлиус е получавал повиквателна за националния тим на Литва, но няма записани минути в официален мач.

## Успехи
Судува
- А Лига (1): 2018
- Суперкупа на Литва (1): 2018

 Нарва Транс
- Купа на Естония (1): 2019